# Aechmea castanea
Aechmea castanea är en gräsväxtart som beskrevs av Lyman Bradford Smith. Aechmea castanea ingår i släktet Aechmea och familjen Bromeliaceae. Inga underarter finns listade i Catalogue of Life.